# Rezerwat przyrody Mójka
Rezerwat przyrody Mójka – rezerwat przyrody znajdujący się na terenie wsi Kąkolówka i Futoma, w gminie Błażowa, w powiecie rzeszowskim, w województwie podkarpackim. Leży w obrębie Hyżnieńsko-Gwoźnickiego Obszaru Chronionego Krajobrazu, w leśnictwie Kąkolówka (Nadleśnictwo Strzyżów).
numer według rejestru wojewódzkiego – 60
powierzchnia – 288,41 ha (akt powołujący podawał 285,56 ha)
dokument powołujący – M.P. z 1997 r. nr 56, poz. 542
rodzaj rezerwatu – leśny
przedmiot ochrony (według aktu powołującego) – las bukowo-jodłowy oraz osiedlony w zbiorowiskach wodno-błotnych bóbr.
Stwierdzono tu występowanie 340 gatunków roślin naczyniowych, w tym 24 chronionych (18 objętych ochroną ścisłą).
Przez teren rezerwatu prowadzi ścieżka przyrodniczo-edukacyjna.